# James Ramsay
James Ramsay ( 1812 - 1888) fue un briólogo, y botánico escocés.

## Honores

### Epónimos
- (Arecaceae) Gronophyllum ramsayi (Becc.) H.E.Moore[1]
- (Arecaceae) Licuala ramsayi (F.Muell.) Domin[2]

- La abreviatura «Ramsay» se emplea para indicar a James Ramsay como autoridad en la descripción y clasificación científica de los vegetales.[3]